# Kivijärvi (sjö i Ylöjärvi, Birkaland, 62,06 N, 23,44 Ö)
Kivijärvi är en sjö i kommunen Ylöjärvi i landskapet Birkaland i Finland. Arean är 39 hektar och strandlinjen är 2,82 kilometer lång. Sjön  ingår i Kumo älvs huvudavrinningsområde.   Den ligger omkring 64 kilometer norr om Tammerfors och omkring 220 kilometer norr om Helsingfors. 